# Apanthura wudu
Apanthura wudu är en kräftdjursart som beskrevs av Müller 1990. Apanthura wudu ingår i släktet Apanthura och familjen Anthuridae. Inga underarter finns listade i Catalogue of Life.